# Francesco Basile
Francesco Basile (Catania, 24 ottobre 1955) è un medico italiano, dall'8 febbraio 2017 al 2 luglio 2019 rettore dell'Università di Catania.

## Biografia
Figlio del luminare Attilio Basile, si laurea in medicina e chirurgia nel 1978. Consegue poi una specializzazione in chirurgia generale nel 1983 ed una in chirurgia toracica nel 1988. A partire dal 1992 ricopre il ruolo di professore ordinario di chirurgia generale presso la facoltà di medicina e chirurgia dell'Università di Catania.
Il 1º febbraio 2017 viene eletto rettore dell'Università di Catania ed entra in carica l'8 febbraio.
Il 28 giugno 2019 viene sospeso, da parte del GIP, dalla carica di rettore a seguito di un suo coinvolgimento nello scandalo denominato "Università bandita", dove, oltre a lui sono stati sospesi altri nove professori per aver truccato alcuni concorsi. A seguito di ciò, Basile si dimette il 2 luglio successivo. Attualmente risulta indagato per associazione a delinquere.
Aveva un fratello, Filadelfio, deceduto nel 2010 a causa di una malattia.

## Pubblicazioni
- La chirurgia mini-invasiva del torace e dell'addome. Laparoscopia, chirurgia bariatrica, chirurgia urologica, endocrinochirurgia, chirurgia toracica, scritto con Nicola Basso, Amsterdam, Elsevier, 2007
- Manuale di semeiotica e metodologia chirurgica, Edra, 2014